# Nikołaj Gagen
Nikołaj Aleksandrowicz Gagen, (ros.) Николай Александрович Гаген (ur. 12 marca?/24 marca 1895 we wsi Łachtinskij, zm. 20 maja 1969 w Moskwie) – radziecki wojskowy, generał porucznik.

## Życiorys
Urodził się we wsi Łachtinskij (Łachta) w pobliżu Petersburga (obecnie w składzie tego miasta), pochodził z rodziny niemieckich emigrantów, którzy mieszkali w Rosji od XVIII wieku.
Po wybuchu I wojny światowej zapisał się na ochotnika do armii rosyjskiej, wstępując w 1915 roku do batalionu zapasowego 61 pułku piechoty w Kazaniu. Od sierpnia do grudnia 1915 roku był słuchaczem w 3 Kijowskiej Szkoły Chorążych. Po jej skończeniu skierowany do batalionu zapasowego w Kołomnie.
19 stycznia 1916 roku skierowany na front, został przydzielony do 20 pułku piechoty 5 Dywizji Piechoty na Froncie Zachodnim jako dowódca plutonu. W marcu został kontuzjowany, w wyniku niemieckiego ataku gazowego. Następnie przebywał w szpitalu i leczeniu domowym, z którego powrócił do pułku, który znajdował się w rezerwie, w lipcu 1916 roku i w grudniu 1916 roku został dowódcą kompanii.
Na wiosnę 1917 roku pułk ponownie został skierowany na front, w listopadzie otrzymał stopień sztabs-kapitana, a w grudniu został adiutantem dywizji w sztabie 5 Dywizji Piechoty. W lutym 1918 roku wraz ze sztabem dostał się do niewoli niemieckiej, przebywał w obozie jenieckim w Prusach. W grudniu 1918 roku zwolniony z obozu powrócił do Rosji. Początkowo przebywał w domu rodzinnym, a następnie wyjechał do Ałatyra, gdzie pracował w wydziale oświaty.
W lipcu 1919 roku w Symbirsku wstąpił do Armii Czerwonej, do zapasowego batalionu piechoty, potem przeszedł do szkoły piechoty, gdzie kolejno był dowódcą plutonu, kompanii. W lutym 1921 roku został dowódcą batalionu w Samodzielnym Symbirskim Pułku Piechoty, a potem pomocnikiem dowódcy tego pułku. Wziął udział w walkach przeciwko powstańcom w Zachodniej Syberii w 1921 roku.
Po zakończeniu wojny domowej w maju 1921 roku został dowódcą batalionu w Symbirskiej szkole piechoty, a w maju 1923 roku dowódcą batalionu w 2 Symbirskim pułku piechoty 1 Kazańskiej Dywizji Strzeleckiej. Od stycznia 1927 do października 1928 roku był dowódcą batalionu a potem pomocnikiem komendanta Saratowskiej szkoły dowódców rezerwy Armii Czerwonej. W marcu 1929 roku ukończył Wyższą Wojskowo-Pedagogiczną Szkołę w Leningradzie. Po jej ukończeniu wrócił do saratowskiej szkoły, gdzie był dowódcą batalionu i wykładowcą taktyki.
W maju 1930 roku został dowódcą 96 pułku strzeleckiego 32 Dywizji Strzeleckiej Nadwołżańskiego OW, a we wrześniu 1931 roku dowódcą 157 pułku strzeleckiego 53 Dywizji Strzeleckiej. W kwietniu 1933 roku został pomocnikiem dowódcy 53 Dywizji Strzeleckiej. We wrześniu 1935 roku został naczelnikiem wydziału zaopatrzenia materiałowego sztabu Nadwołżańskiego Okręgu Wojskowego. W czerwcu 1938 roku został pomocnikiem komendanta do spraw wyszkolenia bojowego Kazańskiej Szkoły Piechoty. W czerwcu 1940 roku został dowódcą nowo utworzonej 153 Dywizji Strzeleckiej Uralskiego OW.
W czerwcu 1941 roku 153 Dywizja Strzelecka weszła w skład utworzonej w Uralskim OW 22 Armii, którą zaczęto przerzucać do Zachodniego Specjalnego Okręgu Wojskowego w rejon Witebska. W chwili ataku Niemiec na ZSRR dywizja znajdowała się w drodze i do Witebska dotarła 27 czerwca 1941 roku, zajmując tam pozycję obronne. W dniu 5 lipca 1941 roku doszło do walk z nacierającym 39 Korpusem Zmotoryzowanym. Dywizja utrzymała linie obrony, lecz po 7 dniach walki została okrążona. Wyszła jednak z okrążenia w rejonie miejscowości Jelnia, zachowując przy tym zdolność bojową, następnie wzięła udział w kontrofensywie w rejonie Jelni. Za zasługi w tej operacji dywizja została wyróżniona tytułem gwardyjskiej i przemianowana na 3 Gwardyjską Dywizję Strzelecką.
Po uzupełnieniu dywizja weszła w skład 54 Armii Frontu Leningradzkiego, następnie wzięła udział w działaniach obronnych w rejonie Wołochowa. 18 grudnia 1941 roku Gagen, będąc dowódcą 3 Gwardyjskiej Dywizji Strzeleckiej, został jednocześnie dowódcą Wołochowskiej Grupy Wojsk.
W dniu 31 stycznia 1942 roku został dowódcą 4 Gwardyjskiego Korpusu Strzeleckiego powstałego na bazie Wołochowskiej Grupy Wojsk., korpusem tym dowodził do 25 kwietnia 1943 roku. Korpus w tym czasie uczestniczył w operacji ljubańskiej i siniawińskiej mających na celu odblokowanie Leningradu, w trakcie tej drugiej korpus znalazł się w okrążeniu, lecz został z niego wyprowadzony zachowując gotowość bojową i ciężki sprzęt.
W maju 1943 roku został dowódcą 57 Armii i na czele tej armii uczestniczył w bitwie kurskiej, operacji biełgorodzko-charkowskiej, bitwie o Dniepr, operacji odeskiej, jako-kiszyniowskiej i zajęciu Rumunii. Pod koniec września 1944 roku odwołany ze stanowiska dowódcy armii z powodu choroby, udał się na leczenie.
Po zakończeniu leczenia w dniu 16 stycznia 1945 roku został dowódcą 26 Armii, która w ramach 3 Frontu Ukraińskiego wzięła udział w oblężeniu Budapesztu, operacji balatońskiej, wiedeńskiej i w dalszych walkach na terenie Austrii.
Po zakończeniu wojny w Europie pozostał na stanowisku dowódcy 26 Armii do czasu jej rozformowania we wrześniu 1945 roku. W grudniu 1945 roku został dowódcą 3 Korpusu Górskiego w Karpackim OW. W lutym 1947 roku został zastępcą dowódcy Nadmorskiego Okręgu Wojskowego do spraw liniowych, a 1953 roku po przyłączeniu tego okręgu do Dalekowschodniego Okręgu Wojskowego został zastępcą dowódcy tego okręgu do spraw wyszkolenia bojowego. Na tym stanowisku pozostawał do stycznia 1959 roku, gdy z powodu stanu zdrowia został przeniesiony do rezerwy.
Po przeniesieniu do rezerwy zamieszkał w Moskwie, gdzie zmarł.

## Awanse
- generał major (генерал-майорy) (4.11.1941) (rozkaz nr 2199)
- generał porucznik (генерал-лейтенант) (28.04.1943) (rozkaz nr 463)

## Odznaczenia
- Order Lenina (dwukrotnie – 9.08.1941[2], 21.02.1945[3])
- Order Czerwonego Sztandaru (czterokrotnie – 6.02.1942[4], 19.03.1944[5], 3.11.1944[6], 15.11.1950[7])
- Order Suworowa kl. I (13.09.1944[8])
- Order Kutuzowa kl. I (27.08.1943[9])
- Order Bohdana Chmielnickiego kl. I (20.12.1943[10])
- Order Suworowa kl. II (8.02.1943[11])
- Krzyż Komandorski Orderu Imperium Brytyjskiego (Wielka Brytania)
- Order Partyzanckiej Gwiazdy ze złotym wieńcem (Jugosławia)
- Medal Przyjaźni Chińsko-Radzieckiej